# Hexactinella lingua
Hexactinella lingua är en svampdjursart som beskrevs av Isao Ijima 1927. Hexactinella lingua ingår i släktet Hexactinella och familjen Tretodictyidae.
Artens utbredningsområde är havet kring Indonesien. Inga underarter finns listade i Catalogue of Life.